# Antonio Pinto Durán
Antonio Pinto Durán (La Serena, 1882 - Santiago,¿?) fue un abogado y político chileno.

## Biografía
Hijo de Inocencio Pinto Toro y Cenobia Durán Alba. Era hermano de Juan Pinto Durán. Sus estudios los realizó en el Seminario y las humanidades, en el Liceo de La Serena. En cuanto a estudios superiores, estudió en las Facultades de Derecho de la Universidad de Chile y en la Pontificia Universidad Católica de Chile, y se tituló de abogado el 4 de junio de 1903.
Se desempeñó en su profesión en Taltal y más tarde, en Antofagasta.
Fue militante del Partido Radical desde que era estudiante. Con el apoyo de su partido, postuló a representar a Taltal en la Cámara de Diputados en las elecciones parlamentarias de 1915, pero no fue elegido. Tras su derrota electoral se hizo cargo interinamente de la gobernación de Taltal.
Se presentó nuevamente como candidato a diputado por Antofagasta en las elecciones parlamentarias de 1918, en las que fue elegido para el período 1918-1921, durante el cual integró la Comisión Permanente de Gobierno de la Cámara.
Fue presidente del Consejo de Defensa del Estado en el período 1947-1953.